# KCAU TV Tower
KCAU TV Tower – maszt radiowy w mieście Sioux City w stanie Iowa. Wybudowany w 1965 roku. Ma 609,6 metra wysokości.